# Włodzimierz Barankiewicz
Włodzimierz Barankiewicz (ur. 7 maja 1931 w Łodzi, zm. XXI wiek) – polski wojskowy, oficer wywiadu.

## Życiorys
Ukończył w czasie okupacji szkołę powszechną, w 1950 łódzkie Liceum Administracyjno-Handlowe i w 1953 Szkołę Główną Służby Zagranicznej. Już na studiach podjął pracę w SGPiS.
W 1955 został powołany do czynnej służby wojskowej, 20 sierpnia 1955 w stopniu chorążego odkomenderowano do dyspozycji szefa Zarządu II Sztabu Generalnego WP. Od maja 1956 został zatrudniony na etacie niejawnym w Ministerstwie Spraw Zagranicznych.  
Od czerwca 1956 do maja 1958 pełnił służbę w Wydziale Politycznym Polskiej Misji Wojskowej w Berlinie Zachodnim, od 8 sierpnia 1955 był attaché Ambasady PRL w Wiedniu. W 1959 został mianowany porucznikiem. 31 października 1961 porzucił służbę, oddając się w ręce władz amerykańskich. 
Dwukrotnie (16 września 1966 w Wiedniu i w 1974 w Berlinie Zachodnim) dokonywał prób werbunku Polaków, przedstawiając się jako agent CIA. 
Po porzuceniu służby został zdegradowany w kraju do stopnia szeregowca.